# Päraküla
Päraküla är en ort i Estland. Den ligger i Suure-Jaani kommun och landskapet Viljandimaa, i den centrala delen av landet, 110 km söder om huvudstaden Tallinn. Päraküla ligger 62 meter över havet och antalet invånare är 108.
Terrängen runt Päraküla är platt. Runt Päraküla är det mycket glesbefolkat, med 4 invånare per kvadratkilometer. Närmaste större samhälle är Suure-Jaani, 1,7 km öster om Päraküla. I omgivningarna runt Päraküla växer i huvudsak blandskog.